# Espaço topológico finito
Em matemática, uma espaço topológico finito é um espaço topológico cujo conjunto de pontos é finito. Ou seja, é um espaço topológico com apenas uma quantidade finita de pontos.
Enquanto a topologia tem principalmente sido desenvolvida para espaços infinitos, espaços topológicos finitos são muitas vezes usados para fornecer exemplos para fenômenos interessantes ou contra-exemplos para conjecturas que parecem plausíveis. Neste sentido William Thurston chamou o estudo de espaços topológicos finitos "um tópico exótico que pode fornecer bons insights para uma variedade de perguntas."

## Topologias sobre um conjunto finito

### Como um sub-reticulado limitado
Uma topologia em um conjunto X é definido como uma coleção de elementos de P(X), o conjunto das partes de X, que inclui ∅ e X e é fechado sob intersecção finita e uniões arbitrárias.
Como o conjunto das partes de um conjunto finito é finito, existe apenas uma quantidade finita de conjuntos abertos (e consequentemente apenas uma quantidade finita de conjuntos fechados). Por esta razão, para que uma coleção de subjconjuntos forme uma topologia de um conjunto finito, basta verificar que a união de uma quantidade finita de conjuntos abertos é um conjunto aberto, o que nos leva a uma descrição mais simples das topologias sobre conjuntos finitos.
Seja X um conjunto finito. Uma topologia em X é um subconjunto τ de P(X) tal que
1. ∅ ∈ τ e X ∈ τ
2. se U e V estão em τ, então U ∪ V ∈ τ
3. se U e V estão em τ, então U ∩ V ∈ τ

Uma topologia em um conjunto finito é, portanto, nada mais do que um sub-reticulado de (P(X), ⊂) que inclui tanto ∅ como X.
Todo reticulado limitado é completo, visto que a conjunção ou disjunção de qualquer família de elementos pode sempre ser reduzida a uma conjunção ou disjunção de dois elementos. Disto segue que em um espaço topológico finito, a união ou intersecção de uma família arbitrária de conjuntos abertos (resp. conjuntos fechados) é aberta (resp. fechada).

### Pré-ordem de especialização
Topologias sobre um conjunto finito X estão em   correspondência biunívoca com as pré-ordens em X. Lembre-se que uma pré-ordem em X é uma relação binária em X que é reflexiva e transitiva.
Dado um espaço topológico X (não necessariamente finito) , podemos definir uma pré-ordem em X por
x ≤ y se, e somente se, x ∈ cl{y}
onde cl{y} denota o fecho do singleton {y}. Esta pré-ordem é chamada de pré-ordem de especialização em X. Cada conjunto aberto U de X será um segmento inicial com relação a ≤ (por exemplo, se x ∈ U e x ≤ y , então y ∈ U). Agora, se X é finito, o inverso também é verdadeiro: o segmento inicial de cada conjunto é aberto em X. Assim, para espaços finitos, a topologia sobre X é unicamente determinada por ≤.
Na outra direção, suponha que (X, ≤) é uma pré-ordem. Defina uma topologia τ em X tomando conjuntos abertos como sendo os segmento iniciais com relação ao ≤. Assim, a relação ≤ será a pré-ordem de especialização de (X, τ). A topologia definida desta maneira é chamada de topologia de Alexandrov dada por ≤.
A equivalência entre pré-ordens e topologias sobre conjuntos finitos pode ser interpretada como uma versão do teorema da representação de Birkhoff, que estabelece uma equivalência entre reticulados finitos distributivos (o reticulado de conjuntos abertos na topologia) e ordens parciais (a ordem parcial das classes de equivalência da pré-ordem). Esta correspondência também funciona para uma classe maior de espaços, os espaços finitamente gerados. Espaços finitamente gerados podem ser vistos como espaços em que a intersecção de uma família arbitrária de abertos é um aberto. Espaços topológicos finitos formam uma classe especial de espaços finitamente gerados.

## Exemplos

### Espaços com um único ponto, ou nenhum
Há uma única topologia no conjunto vazio ∅. O único aberto é o próprio conjunto vazio, visto que este é o único subconjunto de ∅.
Analogamente, há uma única topologia no singleton {a}. Neste caso os conjuntos abertos são ∅ e o próprio {a}. Esta topologia é discreta e trivial, embora, em alguns aspectos, é melhor pensar nele como um espaço discreto visto que possui mais propriedades em comum com a família dos espaços discretos finitos.
Para qualquer espaço topológico X , existe uma única função contínua a cujo domínio é ∅ e contra-domínio é X, a saber, a função vazia. Há também uma única função contínua de X para o singleton {a}, a saber, a função constante cujo valor é a. Na linguagem da teoria de categorias o espaço vazio serve como um objeto inicial na categoria dos espaços topológicos , enquanto o espaço singleton funciona como um objeto terminal.